# مؤسسة الشارقة لرياضة المرأة
مؤسسة الشارقة لرياضة المرأة هي منظمة غير ربحية تهتم بتطوير الرياضة النسائية في الإمارات العربية المتحدة، وتتمتع بالاستقلال المالي والإداري، وبالشخصية الاعتبارية والأهلية الكاملة لإجراء التصرفات القانونية اللازمة لتحقيق أهدافها.

## التاريخ
تأسست مؤسسة الشارقة لرياضة المرأة في إمارة الشارقة في نوفمبر 2016 بتوجيهات من الشيخ سلطان بن محمد القاسمي عضو المجلس الأعلى الحاكم لإمارة الشارقة. كان الهدف الرئيسي من تأسيس مؤسسة الشارقة لرياضة المرأة هو تطوير الرياضة النسائية في إمارة الشارقة وفي الإمارات العربية المتحدة بشكل عام، وتعزيز مُشاركة المرأة في المنافسات الرياضيّة والمحافل الدولية وزيادة عدد اللاعبات اللاتي يمارسن الرياضات المختلفة في الإمارات العربية المتحدة وتوفير التشجيع والدعم والإعداد البدني والتدريب اللازم لهن، وإتاحة الفرصة لهن للمشاركة في المحافل الرياضية المحلية والإقليمية والدولية. تتولى الشيخة جواهر بنت محمد القاسمي رئاسة مؤسسة الشارقة لرياضة المرأة منذ إنشائها، تشرف مؤسسة الشارقة لرياضة المرأة على إدارة عدة مؤسسات تابعة أهمها نادي الشارقة الرياضي للمرأة الذي أنشئ عام 2018 ونجح منذ إنشائه في تمكين واستقطاب المواهب والكفاءات النسائية الوطنية في مجال الرياضة، كما تُشرف المؤسسة على مركز الشارقة الأولمبي لرياضة المرأة، وهو المركز الذي أنشئ في منطقة الفلاح بمدينة الشارقة خصيصًا لتدريب لاعبات الألعاب الفردية المنتسبات لنادي الشارقة الرياضي للمرأة.

## الفعاليات
استطاعت المؤسسة منذ إنشائها وحتى الآن إقامة وتنظيم العديد من الفعاليات والبطولات الرياضية كان أبرزها دورة الألعاب للأندية العربية للسيدات التي تقام كل عامين منذ عام 2012، وتتنافس فيها لاعبات الأندية والفرق النسائية من مختلف بلدان العالم العربي في ثماني رياضات هي الكرة الطائرة وكرة الطاولة وكرة السلة، والرماية، والقوس والسهم، والمبارزة، وألعاب القوى، والكاراتيه، ومن أهم الفعاليات الأخرى التي تنظمها المؤسسة ما يلي:
- بطولة الرماية الهوائية للهواة الناشئات والسيدات: تقام سنويا بميدان الرماية في مقر نادي الشارقة الرياضي للمرأة.[13][14]
- بطولة ألعاب القوى المدرسية للقياسات البدنية: تقام سنويا بالمركز الأولمبي لرياضة المرأة بمنطقة الفلاح بالشارقة، وتنظمها المؤسسة بالتعاون مع كل من مؤسسة التعليم المدرسي، وهيئة الشارقة للتعليم الخاص، واتحاد الإمارات لألعاب القوى.[15]
- البطولة المجتمعية لكرة الطائرة للناشئات والسيدات: تقام سنويا بصالة الألعاب الرئيسية بمقر نادي الشارقة الرياضي للمرأة.[16][17]
- بطولة الشارقة لتنس السيدات: أقيمت لأول مرة في ديسمبر 2020، وتنظمها المؤسسة بالتعاون مع اتحاد الإمارات للتنس.[18]